# John Forster
Pour les articles homonymes, voir Forster.
John Forster, né le 2 avril 1812 à Newcastle et mort le 2 février 1876 à Londres est un écrivain et biographe britannique, connu pour avoir été le plus proche ami et le confident de Charles Dickens. Son ouvrage biographique, la Vie de Charles Dickens en trois volumes (1872-1874) constitue, malgré quelques omissions involontaires et inexactitudes (surtout pour la période d'après 1856), le document indispensable à toute étude sur le romancier. 

## Résumé biographique
Il fait ses études de droit et d'histoire à l'University College de Londres avant de se consacrer au journalisme et à la littérature. Il écrit des biographies d'hommes d'État et collabore à plusieurs périodiques. En 1832, il entre au True Sun comme critique, mais, à la suite de sa rencontre avec Leigh Hunt, il va se transformer en agent d'affaires, conseiller et correcteur des écrivains en vue de cette époque. Il fait la connaissance de Dickens en 1836. Pendant plus de vingt ans, il demeurera pour celui-ci l'ami clairvoyant et dévoué, en même temps que le conseiller professionnel avisé. La correspondance de Dickens avec Forster est énorme. Empreinte d'une totale confiance, d'une sincérité rare, elle constitue le matériau de base de la Vie de Charles Dickens. Forster fut éditeur de 1847 à 1856, date de son mariage. Il laisse parmi ses œuvres quelques bonnes biographies comme la Vie d'Oliver Goldsmith (1848), la Vie de Landor (1868) et un ouvrage inachevé la Vie de Swift (1875).

### Autre source
- (en) Cet article est partiellement ou en totalité issu de l’article de Wikipédia en anglais intitulé « John Forster » (voir la liste des auteurs).